# Vehículo cero

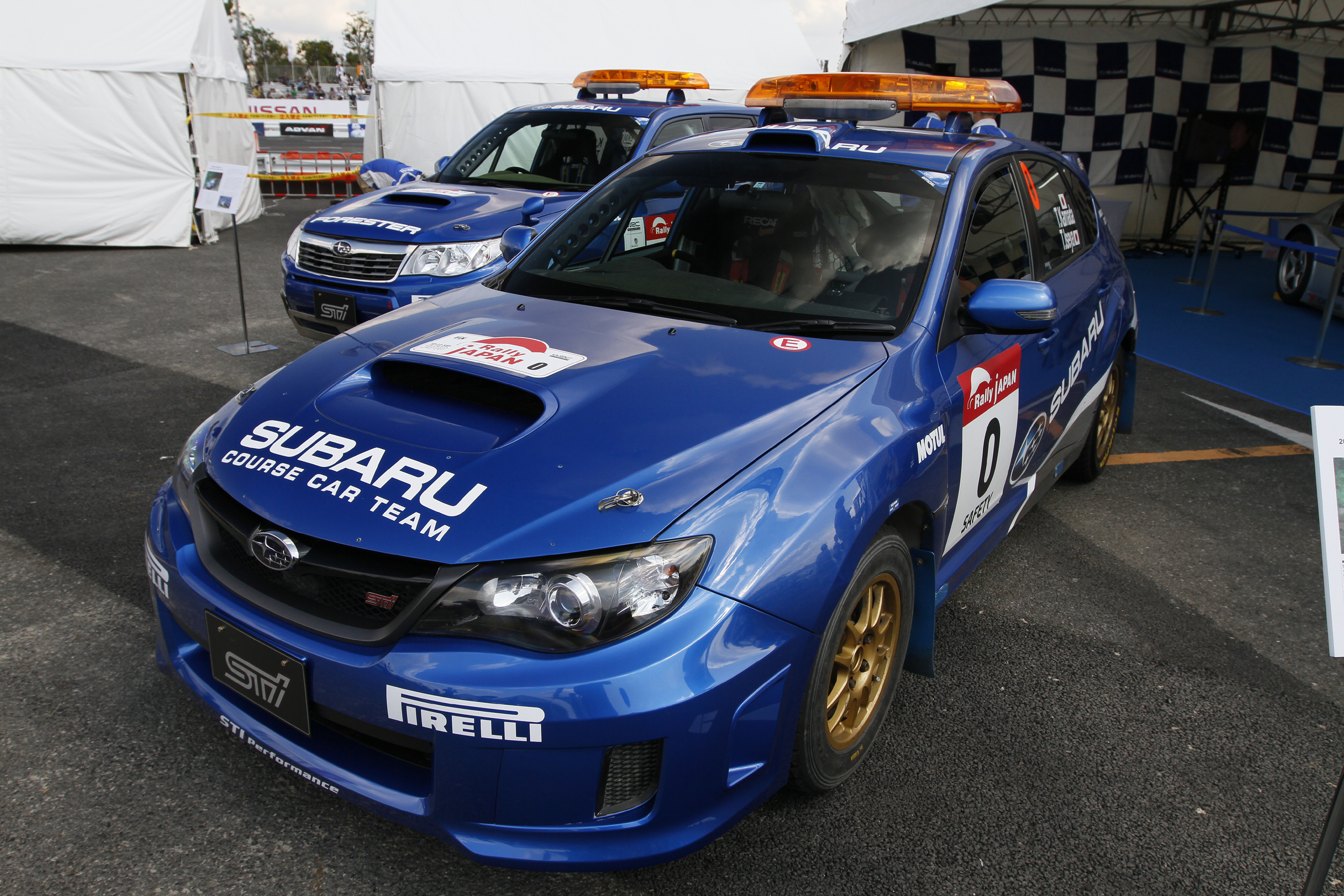
Subaru Impreza rotulado como Coche 0.

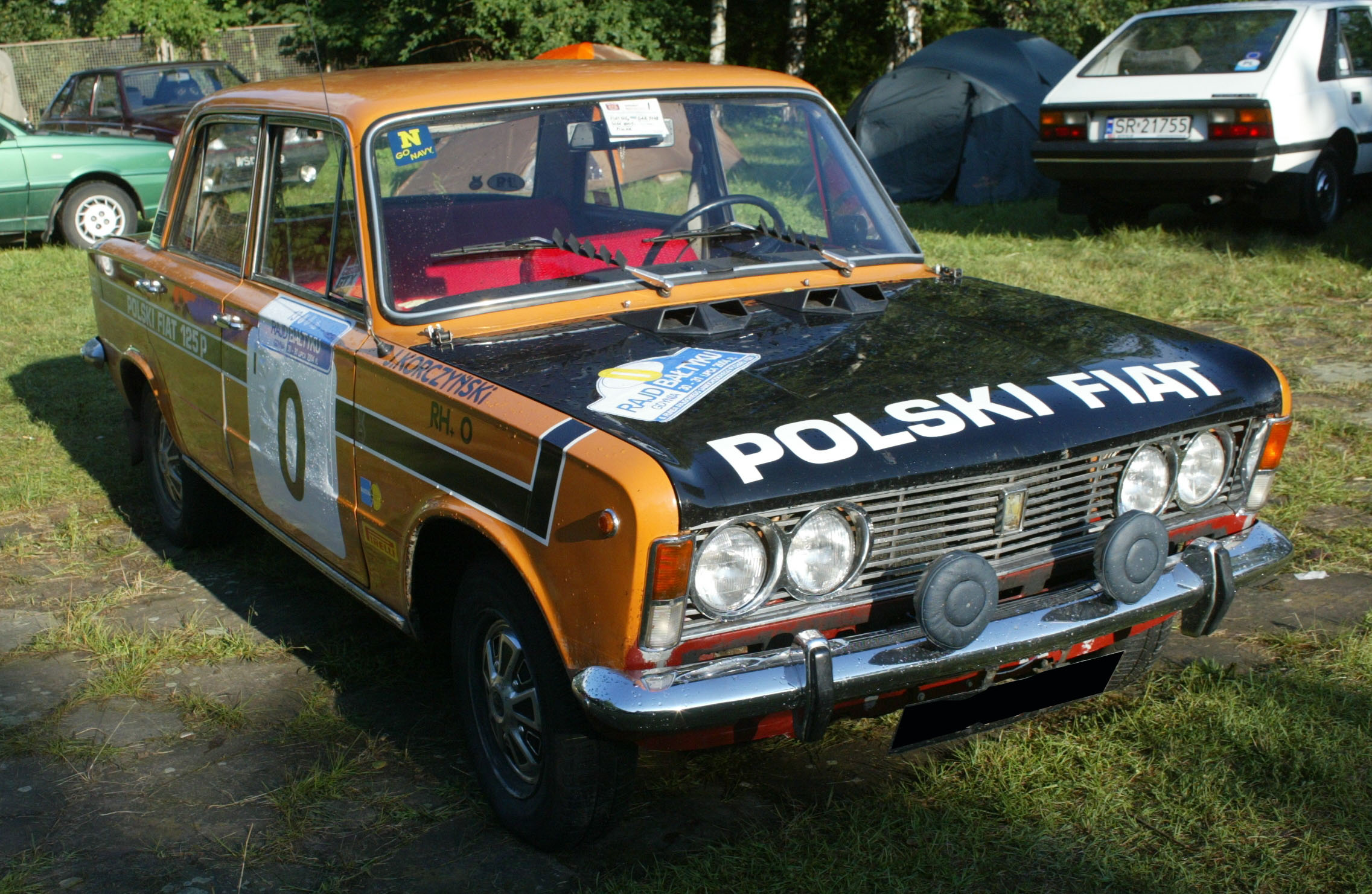
Un Fiat 125 como Coche 0.

El Vehículo cero, (también llamado Coche cero) es un vehículo especial que participa en las pruebas de rally, dentro de la caravana de seguridad, circulando como último coche de esta y un minuto antes que el primer participante.
La función real de este vehículo es mostrar al público presente en los tramos, la velocidad y trazada que efectuaran los participantes en el rally, es por ello que este coche está preparado para la competición, con todas las medidas y controles de seguridad rutinarias para estos vehículos, pero con la salvedad de que no compite en la prueba. Aunque esta pueda ser su función real, en la competición supone más un atractivo mediático para la prueba que cualquier otra cosa, puesto que generalmente los organizadores de una prueba de rallyes suelen buscar pilotos de gran nivel, incluso retirados de la competición, para que participen como coche 0.
En el Campeonato de España de Rallyes, desde hace unos años se utiliza un Ferrari 360 Modena como coche cero, pilotado por el  Marc Blázquez.
Pilotos reconocidos como Carlos Sainz, participaron en algunas pruebas del mundial, como Alemania o Portugal, como vehículo cero.